# Arthrolytus glandium
Arthrolytus glandium är en stekelart som beskrevs av Boucek 1967. Arthrolytus glandium ingår i släktet Arthrolytus och familjen puppglanssteklar. Inga underarter finns listade.